# Лівінгстон (Монтана)
Лівінгстон (англ. Livingston) — місто (англ. city) в США, адміністративний центр округу Парк штату Монтана. Населення — 8040 осіб (2020).

## Географія

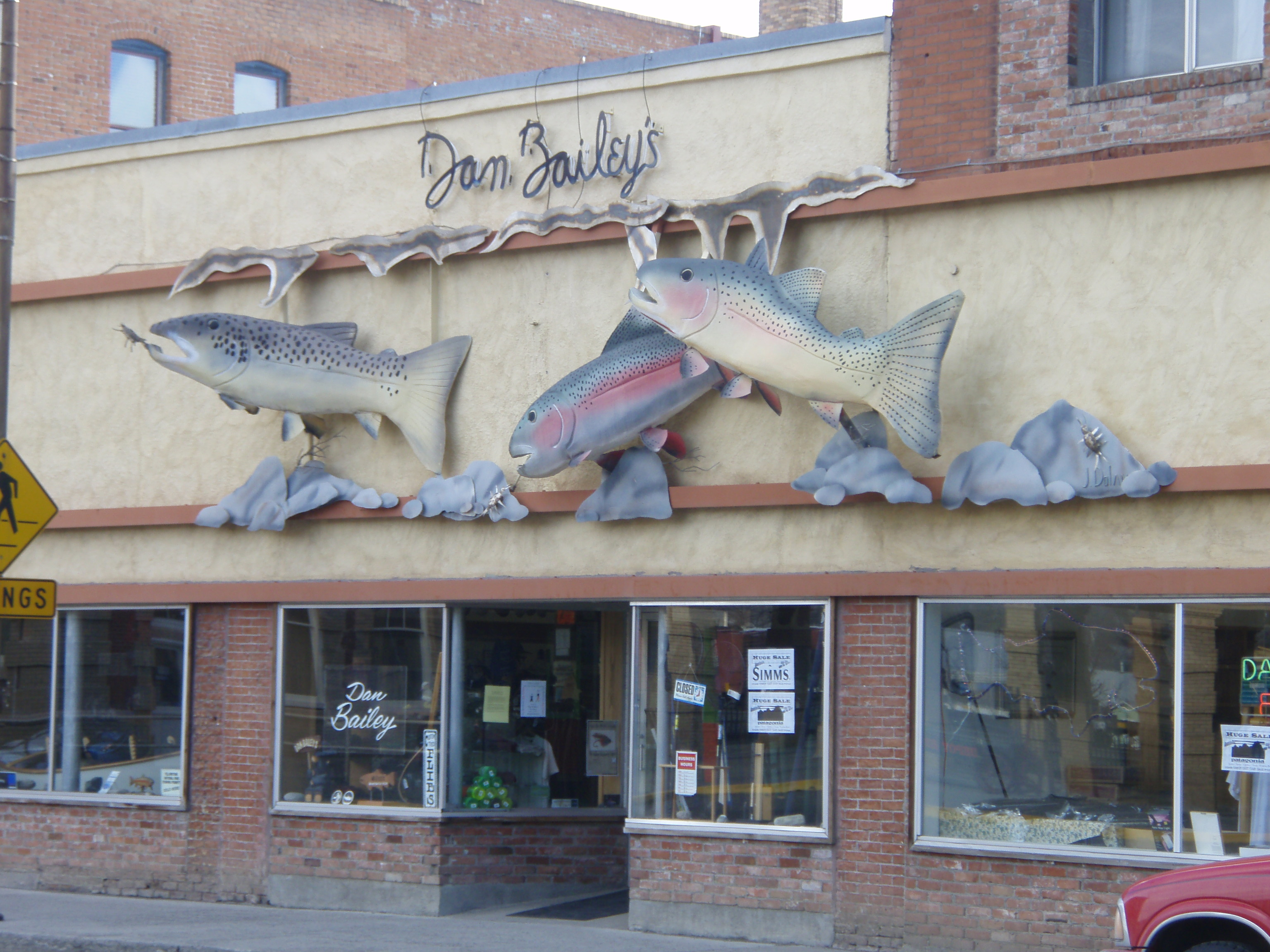
Магазин з продажу аксесуарів для лову нахлистом — працює з 1938 року.

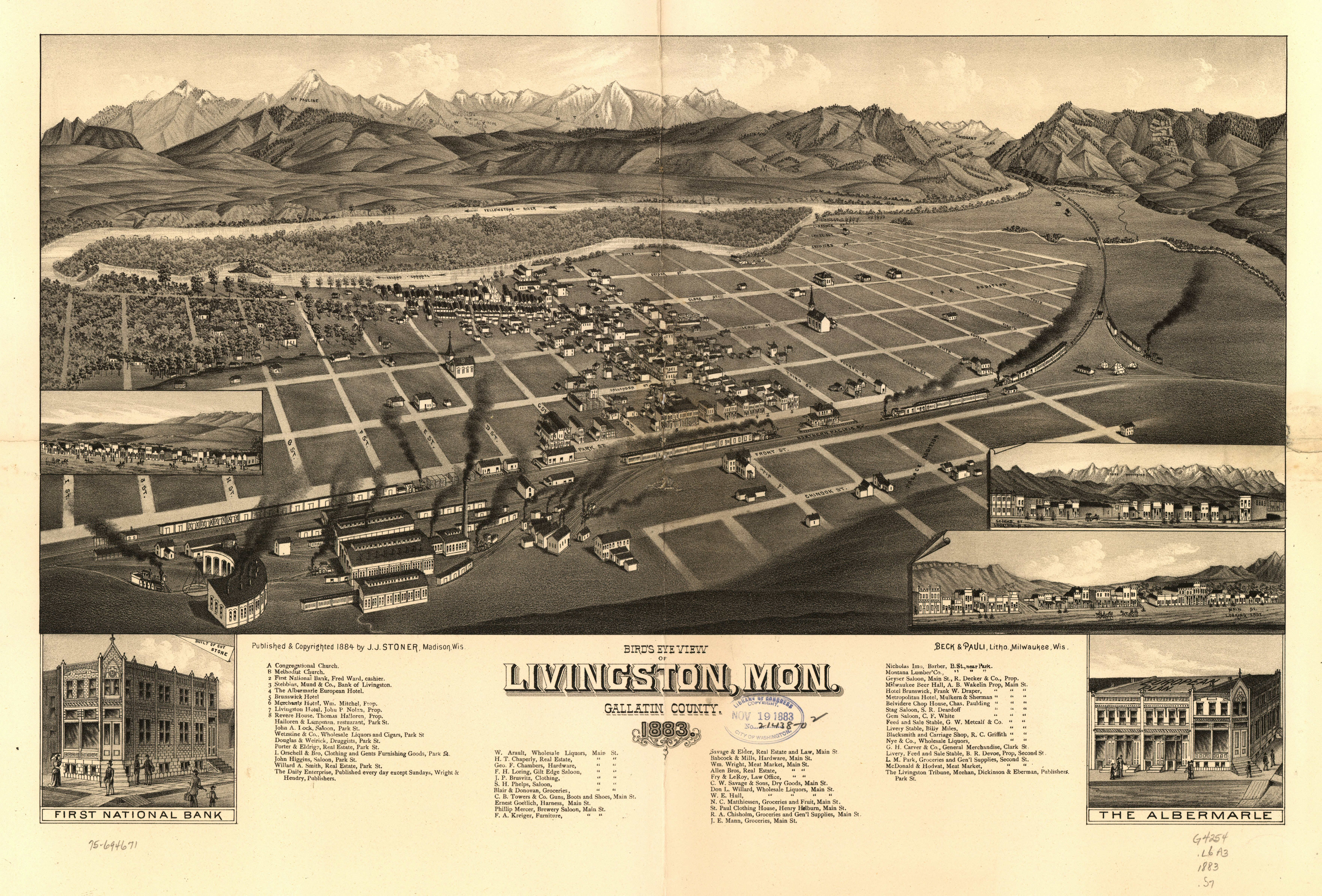
План міста, 1883

Лівінгстон розташоване у південній частині штату на березі річки Єллоустон. Трохи південніше міста проходить найдовша автомагістраль США I-90. Площа міста становить 15,62 км², відкритих водних просторів майже нема. Місто обслуговує аеропорт Mission Field, розташований за дев'ять кілометрів на північний схід.
Лівінгстон розташований за координатами 45°39′59″ пн. ш. 110°33′6″ зх. д. / 45.66639° пн. ш. 110.55167° зх. д. (45.666492, -110.551557).  За даними Бюро перепису населення США в 2010 році місто мало площу 15,61 км², з яких 15,59 км² — суходіл та 0,02 км² — водойми. В 2017 році площа становила 14,77 км², з яких 14,56 км² — суходіл та 0,21 км² — водойми.

### Клімат
| Клімат : Лівінгстон     | Клімат : Лівінгстон | Клімат : Лівінгстон | Клімат : Лівінгстон | Клімат : Лівінгстон | Клімат : Лівінгстон | Клімат : Лівінгстон | Клімат : Лівінгстон | Клімат : Лівінгстон | Клімат : Лівінгстон | Клімат : Лівінгстон | Клімат : Лівінгстон | Клімат : Лівінгстон | Клімат : Лівінгстон |
| Показник                | Січ.                | Лют.                | Бер.                | Квіт.               | Трав.               | Черв.               | Лип.                | Серп.               | Вер.                | Жовт.               | Лист.               | Груд.               | Рік                 |
| Абсолютний максимум, °C | 19,4                | 21,1                | 23,9                | 30,0                | 33,9                | 37,2                | 40,0                | 40,6                | 37,2                | 31,1                | 25,0                | 16,7                | 40,6                |
| Середній максимум, °C   | 1,7                 | 5,0                 | 8,3                 | 12,8                | 18,3                | 23,9                | 29,4                | 29,4                | 22,8                | 15,6                | 6,7                 | 2,2                 | 14,7                |
| Середній мінімум, °C    | −8,9                | −6,7                | −3,9                | −0,6                | 3,3                 | 7,8                 | 10,0                | 8,9                 | 4,4                 | 0,6                 | −4,4                | −7,8                | 0,3                 |
| Абсолютний мінімум, °C  | −35,6               | −36,1               | −29,4               | −18,9               | −11,7               | −2,8                | 1,7                 | −2,2                | −12,2               | −24,4               | −35                 | −40,6               | −40,6               |
| Норма опадів, мм        | 16                  | 12                  | 22                  | 40                  | 72                  | 62                  | 39                  | 35                  | 38                  | 30                  | 19                  | 14                  | 399                 |
| ----------------------- | ------------------- | ------------------- | ------------------- | ------------------- | ------------------- | ------------------- | ------------------- | ------------------- | ------------------- | ------------------- | ------------------- | ------------------- | ------------------- |
| Джерело:                |                     |                     |                     |                     |                     |                     |                     |                     |                     |                     |                     |                     |                     |

## Демографія
Згідно з переписом 2010 року, у місті мешкали 7044 особи в 3356 домогосподарствах у складі 1744 родин. Густота населення становила 451 особа/км².  Було 3779 помешкань (242/км²).
Расовий склад населення:
| - 96,2 % — білих - 0,8 % — корінних американців - 0,3 % — азіатів - 0,1 % — чорних або афроамериканців |

До двох чи більше рас належало 2,0 %. Частка іспаномовних становила 2,5 % від усіх жителів.
За віковим діапазоном населення розподілялося таким чином: 21,0 % — особи молодші 18 років, 62,8 % — особи у віці 18—64 років, 16,2 % — особи у віці 65 років та старші. Медіана віку мешканця становила 41,1 року. На 100 осіб жіночої статі у місті припадало 94,2 чоловіків;  на 100 жінок у віці від 18 років та старших — 93,2 чоловіків також старших 18 років.
Середній дохід на одне домашнє господарство  становив 53 271 долар США (медіана — 40 619), а середній дохід на одну сім'ю — 66 408 доларів (медіана — 57 014). Медіана доходів становила 40 417 доларів для чоловіків та 30 308 доларів для жінок. За межею бідності перебувало 12,7 % осіб, у тому числі 10,8 % дітей у віці до 18 років та 14,9 % осіб у віці 65 років та старших.
Цивільне працевлаштоване населення становило 3685 осіб. Основні галузі зайнятості: освіта, охорона здоров'я та соціальна допомога — 23,3 %, роздрібна торгівля — 17,3 %, мистецтво, розваги та відпочинок — 11,8 %, науковці, спеціалісти, менеджери — 9,5 %.